# Ed Tchorzewski
Pour les articles homonymes, voir Tchorzewski.
Edwin Laurence Tchorzewski  (22 avril 1943-6 juin 2008) est un homme politique provincial canadien de la Saskatchewan. Il sert comme ministre des Finances et est membre de l'Assemblée législative de la Saskatchewan durant 25 ans.

## Biographie
Né à Alvena en Saskatchewan, il étudie à l'Université de la Saskatchewan et enseigne ensuite à Humboldt.
Élu député Néo-démocrate de la circonscription de Humboldt en 1971, il est réélu en 1975 et en 1978. Il représente ensuite Regina Northeast à la faveur d'une élection partielle en 1985, il est réélu en 1986. Changeant à nouveau de circonscription en 1991, il représente Regina Dewdney et sera réélu dans celle-ci en 1995.
En 1992, il sert comme ministre des Finances et hérite d'un situation déficitaire d'un milliard de dollars hérité du gouvernement progressiste-conservateur précédent. Son action sera alors de procéder à un budget d'austérité avec de nombreuses coupes budgétaires et des augmentations de taxes
En 1997, il devient président du Nouveau Parti démocratique fédéral et démission de son poste à l'Assemblée législative pour devenir chef de cabinet d'Alexa McDonough. Conseil spécial du premier ministre Lorne Calvert en 2002 et devient secrétaire néo-démocrate en 2006.
Il meurt à Regina à l'âge de 65 ans.